# Angelo Debarre
Angelo Debarre (* 19. srpna 1962 Saint-Denis) je francouzský jazzový hudebník romského původu. Na kytaru začal hrát v osmi letech. V romské komunitě, kde vyrůstal, hrála hudba vždy velmi významnou roli. Gypsy-jazzová hudební tradice, odstartovaná Django Reinhardtem, je srdcem této kultury, a Angelo se brzy stal jedním z jejích jazzových mistrů. Založil svou první skupinu The Angelo Debarre Quintet v roce 1984 a následující rok začal jezdit po světě a hrát s různými romskými hudebníky.